# El Tint (Taradell)
El Tint, també conegut com a Can Sert, és una antiga colònia industrial de Taradell (Osona), actualment en desús.

## Història
Té el seu origen en l'antic casal del Gremi de Paraires a la Font Gran.
Cap al 1890, l'industrial tèxtil Domènec Sert i Rius (1832-1897) va instal·lar uns telers a la fàbrica d'en Puigdollers, situada al Tint de Baix, però foren els seus fills Domènec, Francesc i Josep Maria Sert i Badia, sota el nom social de Sert Germans, que entre 1910 i 1920 farien construir la colònia. Francesc es va casar amb Genara López Díaz de Quijano, néta de Claudio López y López, germà del primer marquès de Comillas, i el 1904 va rebre el títol de comte de Sert de mans d'Alfons XIII. A la seva mort, el títol nobiliari passà al seu fill Francesc Sert i López, però la indústria quedà en mans del seu germà Domènec, que el 1925 fou nomenat fill adoptiu de Taradell i se li dedicà el carrer-carretera, durant molts anys el més notable i transitat de la vila.
El 1928 es creà Sert SA, amb un capital de 8 milions de pessetes, i el 1933, Comercial Sert SA. La fàbrica, dedicada als tapissos i galons, va tenir una gran importància fins a la crisi del tèxtil, que suposà el cessament de les activitats a mitjans dels 1980.

## Descripció
Es troba al costat de la riera de Taradell, a la banda oposada al poble. A la part de ponent hi ha la residència dels propietaris, davant de la qual hi ha un jardí i una font. La segueixen les naus industrials, que s'estenen cap al nord, on hi havia l'accés rodat al recinte. Al costat de llevant hi ha els habitatges dels obrers, als quals s'accedia a través d'un pont que creua la riera, situat al costat de la font de Sant Jaume.

### Torre
És una casa senyorial situada a l'extrem de migdia del conjunt, adossada per la part de tramuntana a una nau. De planta irregular, consta de semisoterrani, planta baixa, dos pisos i golfes i té la coberta a quatre vessants. Les façanes es componen de forma simètrica, amb obertures emmarcades i decoració que li donen cert aspecte de monumentalitat. L'accés principal es feia per un cos avançat amb un balcó amb balustrada sobre el portal i una motllura a la part superior en forma de frontó. Les finestres del pis són d'arc de mig punt emmarcades amb motllures, mentre que les de la planta baixa i els pisos superiors són de llinda pla amb la mateixa motllura. Aquest esquema compositiu està trencat pel cos del costat, amb un accés independent d'arc de mig punt imitant dovelles.
El pis té un frontó que emmarca la finestra i una loggia d'arcs de mig punt, columnetes i balustrada al segon pis, que es prolonga per la façana posterior. A l'extrem de mestral sobresurt la torre, de planta quadrangular i coberta a quatre vessants; el pis superior s'obre als quatre vents amb tres galeries d'arc de mig punt sobre columnetes. El parament és de pedra vista, amb motllures a nivell de forjats i emmarcant les obertures. El ràfec està acabat amb cabirons.
A l'interior es conserva la distribució original, amb els espais nobles i els del servei ben diferenciats.